# 武田信成
武田信成（日语：／ Takeda Nobunari，？—1394年7月11日）是日本南北朝時代武將，武田氏第11代家督。第10代家督武田信武之嫡次子，母親為二階堂行藤之女。安藝武田氏家督武田氏信的同母兄長。 

## 生平
出生時間地點不明，但根據信成之父信武的生平時序，有人認為信成可能是在安藝國出生的。最初出現在歷史材料「一蓮寺文書」的曆應2年（1339年），其中，甲斐國巨摩郡一條郷（山梨縣甲府市）捐贈給了甲府一丈小山道常道道條一蓮寺。他的父親武田信武是安藝守護，為了響應從建武政權叛出的足利尊氏的出兵敦促，他從屬北朝參加了南北朝之間的戰爭，主要在安藝國從事軍事活動。武田信武其後還曾擔任甲斐守護一職，因為他一直在支持足利幕府的足利尊氏以對抗南朝而介入甲斐事務，希望得到甲斐守護一職。而信成則率先為其父親擔任守護代駐守甲斐。
父親信武於觀應2年（1351年）發生的觀應擾亂期間追隨尊氏於關東下向随行、然後在箱根竹之下之戰催促甲斐軍隊出兵参加。觀應3年（1352年），南朝一方的新田氏在上野國起義，信武率甲斐國軍隊參加武藏野合戰，在這個時候信成的軍隊相信是被催促進兵參戰。因為武藏野合戰的契機及信成所發給的文書減少而信成之長子武田信春所發給文書有所増加，守護代職位被認為是在這時間讓給信春。
1359年，父親信武出家，武田本家的家督及甲斐守護的職位由信成所繼承（安藝守護由弟弟氏信所繼承）。1370年，信成受將軍足利義滿的命令修葺大藏經寺（現在的山梨縣笛吹市）的伽藍。康曆2年（1380年）在鹽山向嶽庵（後來的向嶽寺、甲州市鹽山上於曾）將寺領捐贈給拔隊得勝，令拔隊得勝成為向嶽寺的開山祖師。70歳時逝世（根據『一蓮寺過去帳』）。法名為繼統院殿雪窓光喜公大禪定門。
山梨縣笛吹市的清道院傳言是信成（或15代家督信守）的館跡、傳為信成妻子的墓所。